# Modu Jawo Kunda
Modu Jawo Kunda är en ort i Gambia. Den ligger i regionen Upper River, i den östra delen av landet, 290 km öster om huvudstaden Banjul. Antalet invånare var 257 vid folkräkningen 2013.